# 宮本はるえ
宮本はるえ（本名：みやもとはるえ、1969年11月2日 - ）は、神奈川県出身の女性ファッションモデルである。血液型はA型、ブルーベアハウス所属。身長178cm。

## 略歴
1988年より雑誌中心にモデルとしての活動を開始。その後、コレクションモデルとしても活躍する。東京コレクションはもちろんのこと1990年よりミラノ、パリコレなど海外のコレクションにも出演経験をもつ日本人モデルのひとり。
移籍前の事務所はナウファッションエージェンシー。1994年には朝日出版より篠山紀信撮影によるヘアヌード写真集を出版する 。

## 出演

### 映画
- NUMANITE（1995年）

### CM
- 大塚製薬「ファイブミニ」
- キリン「午後の紅茶」
- 資生堂　ヘアケア
- タイ国際航空

### ショー
- Christian Dior
- Yves Saint Laurent
- CHANEL
- BURBERRY
- ARMANI
- FENDI
- Ralph Lauren
- HANAE　MORI
- Yohji Yamamoto他

## 書籍

### 雑誌
- VOGUE　ITALIA
- Harper's Bazaar　ITALIA
- 婦人公論
- クロワッサン

### 写真集
- 篠山紀信/宮本はるえ 撮影：篠山紀信 朝日出版社（1994年）
- ラブ・レター　マガジンハウス出版